# Christoph 3
Christoph 3 ist der Funkrufname eines Zivilschutz-Hubschraubers des Bundesministerium des Innern. Die Piloten kommen von der Bundespolizei. Der Hubschrauber vom Typ Eurocopter EC 135 ist am Flughafen Köln-Bonn stationiert.

## Geschichte
Das Luftrettungszentrum (LRZ) wurde am 21. Dezember 1971 in Dienst genommen. Als erste Maschine diente eine Bölkow Bo 105. Seit dem 22. Juni 2007 dient ein Eurocopter EC 135 als Fluggerät.